# 紀元前491年
紀元前491年（きげんぜん491ねん）は、ローマ暦の年である。
当時は、「アウグリヌスとアトラティヌスが共和政ローマ執政官に就任した年」として知られていた（もしくは、それほど使われてはいないが、ローマ建国紀元263年）。紀年法として西暦（キリスト紀元）がヨーロッパで広く普及した中世時代初期以降、この年は紀元前491年と表記されるのが一般的となった。

## 他の紀年法
- 干支 : 庚戌
- 日本
  - 皇紀170年
  - 懿徳天皇20年
- 中国
  - 周 - 敬王29年
  - 魯 - 哀公4年
  - 斉 - 景公57年
  - 晋 - 定公21年
  - 秦 - 恵公10年
  - 楚 - 昭王25年
  - 宋 - 景公26年
  - 衛 - 出公2年
  - 陳 - 湣公11年
  - 蔡 - 昭侯28年
  - 曹 - 伯陽11年
  - 鄭 - 声公10年
  - 燕 - 孝公2年
  - 呉 - 夫差5年
- 朝鮮
  - 檀紀1843年
- ベトナム :
- 仏滅紀元 : 54年
- ユダヤ暦 : 3270年 - 3271年

## できごと

### ギリシア
- ダレイオス1世は、ギリシアの全ての都市に使節を送り、彼の臣下のための「土地と水」を求めたが、アテネとスパルタはこの要求を拒絶した。
- アイギナ島は、貿易の停止を怖れ、アケメネス朝ペルシアに従った。スパルタ王クレオメネス1世は、ペルシアに屈服したアイギナを罰しようとしたが、共同統治者のデマラトスはそれを妨げた。
- クレオメネス1世は、賄賂を送ってデルフォイの神託に神意だと言わせることで、デマラトスを退けて自身の従兄弟のレオテュキデスを即位させようとした。2人のスパルタ王は、アイギナのペルシアへの協力者を捉えることに成功した。

### シチリア
- ジェーラの僭主ヒポクラテスは、シチリアの原住民との戦争で殺された。僭主の座は騎兵隊の隊長だったジェロが継いだ。

### 共和政ローマ
- ローマの飢饉の間、ガイウス・マルキウス・コリオラヌスは人々に、護民官の廃止に同意できないなら穀物を受け取るべきではないと助言した。そのため、護民官は彼を非難し、追放した。コリオラヌスはウォルスキ族の王のもとに隠れた。コリオラヌスは、ウォルスキ族の軍を率いてローマに反抗したが、母と妻の懇願を聞き入れて引き返した。

### 中国
- 蔡の昭侯が殺害された。
- 晋の士蔑が戎蛮子赤を捕らえて楚に引き渡した。
- 斉の陳乞・弦施と衛の甯跪が晋の范氏を救援し、五鹿を包囲した。
- 趙鞅が邯鄲を包囲し、邯鄲は降伏した。荀寅（中行文子）は鮮虞に逃れ、趙稷は臨に逃れた。
- 斉の国夏が晋を攻撃し、邢・任・欒・鄗・逆畤・陰人・盂・壺口を奪った。

### 芸術
- ペルセポリスにある宗教複合施設であるアパダマでレリーフの製造が始まった。レリーフには、朝貢を受けるダレイオス1世とクセルクセス1世が描かれており、現在はシカゴ大学のオリエント博物館に展示されている。

## 死去
- ヒポクラテス - ジェーラの僭主
- 恵公 - 秦の第15代公